# Dendropsophus pelidna
Dendropsophus pelidna é uma espécie de anura da família Hylidae.
Pode ser encontrada nos seguintes países: Colômbia e Venezuela.